# 特区 (越南)
特区（越南语：／）是越南的第二级行政单位之一，與坊、社同级别，也是该国基层行政单位之一。隶属于省、直辖市，2025年，越南政府废除县级行政区划後，在部分海岛设置了特区。
截至2025年，越南共有13个特区，分别是坚海特区、姑苏特区、富贵特区、崑島特區、昏果岛特区、理山特区、白龙尾特区、葛海特区、长沙特区、雲屯特區、黄沙特区、富国特区、土珠特区。